# Verona (Mississipi)
Verona és una població dels Estats Units a l'estat de Mississipi. Segons el cens del 2000 tenia 3.334 habitants.

## Demografia
Segons el cens del 2000, Verona tenia 3.334 habitants, 1.276 habitatges, i 831 famílies. La densitat de població era de 344,2 habitants per km².
Dels 1.276 habitatges en un 37,1% hi vivien nens de menys de 18 anys, en un 36,1% hi vivien parelles casades, en un 22,6% dones solteres, i en un 34,8% no eren unitats familiars. En el 28,8% dels habitatges hi vivien persones soles el 10% de les quals corresponia a persones de 65 anys o més que vivien soles. El nombre mitjà de persones vivint en cada habitatge era de 2,61 i el nombre mitjà de persones que vivien en cada família era de 3,22.
Per edats la població es repartia de la següent manera: un 33,1% tenia menys de 18 anys, un 9,5% entre 18 i 24, un 30,6% entre 25 i 44, un 17% de 45 a 60 i un 9,7% 65 anys o més.
L'edat mediana era de 30 anys. Per cada 100 dones de 18 o més anys hi havia 84,4 homes.
La renda mediana per habitatge era de 26.117 $ i la renda mediana per família de 30.255 $. Els homes tenien una renda mediana de 25.000 $ mentre que les dones 18.305 $. La renda per capita de la població era de 12.092 $. Entorn del 18,5% de les famílies i el 22,2% de la població estaven per davall del llindar de pobresa.

## Poblacions més properes
El següent diagrama mostra les poblacions més properes.